# Koło barw

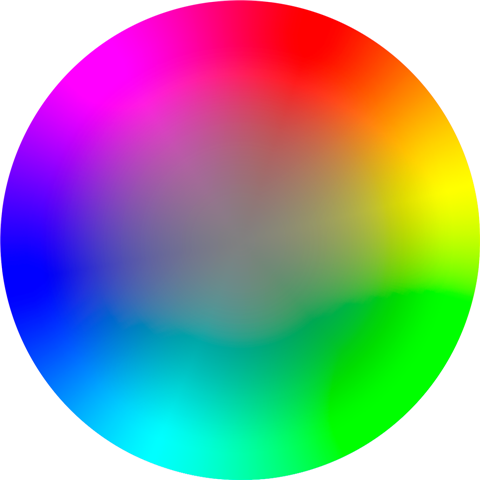
Koło barw

Koło barw – graficzny model poglądowy służący do objaśniania zasad mieszania się i powstawania barw, mający postać koła, w którym wokół jego środka zgodnie z kierunkiem ruchu wskazówek zegara wrysowano widmo ciągłe światła białego w ten sposób, że barwa fioletowa (najkrótsze promieniowanie widzialne) płynnie przechodzi w barwę czerwoną (najdłuższe promieniowanie widzialne) a więc widmo zostaje połączone w zamknięty cykl zmian barw. Odległość od środka koła odpowiada poziomowi nasycenia danej barwy.
Barwy znajdujące się po przeciwnych stronach środka koła nazywane są barwami dopełniającymi. Takie barwy nałożone na siebie w syntezie addytywnej dają barwę białą, a w syntezie subtraktywnej – barwę czarną, natomiast zmieszane dają neutralną szarość.